# مدیر شب
مدیر شب (انگلیسی: The Night Manager) مجموعه تلویزیونی شش قسمتی به کارگردانی سوزان بیر است که در سال ۲۰۱۶ منتشر شد. این سریال که برای بی‌بی‌سی و ای‌ام‌سی ساخته شده، در سبک درام و جاسوسی است و موضوعی در رابطه با قاچاق اسلحه دارد. این سریال ۶ قسمتی بر مبنای رمان پرفروشی با همین نام، نوشتهٔ ژان لو کره ساخته شده‌است.

## بازیگران

### بازیگران اصلی و مکمل
- تام هیدلستون در نقش جاناتان پاین
- هیو لری در نقش ریچارد روپر
- الیویا کلمن در نقش آنجلا بور
- تام هالندر در نقش کورکوران
- الیزابت دبیکی در نقش جاد
- الیستر پیتری در نقش الکساندر سندی لانگ بورن
- ناتاشا لیتل در نقش کارولاین لانگ بورن
- داگلاس هاچ در نقش رکس می هو
- دیوید هیروود در نقش جول استدمن
- توبیاس منزیس در نقش جفری درامگول
- آنتونیو د لا توره در نقش خوآن اپوستول
- نیل موریسی

#### بازیگران مهمان
- نوآ جوپ در نقش دنی روپر
- راسل تووی در نقش سایمون اگلیوی
- کاترین کلی در نقش پاملا
- امیر المصری در نقش یوسف
- بیژن دانشمند در نقش کویامی
- هانا استیل در نقش مارلین
- آئورا آتیکا در نقش سوفی

## قسمت‌ها
| شم. | عنوان    | تاریخ انتشار اصلی | UK تعداد بیننده (میلیون) [A] |
| --- | -------- | ----------------- | ---------------------------- |
| ۱ | «قسمت ۱» | ۲۱ فوریه ۲۰۱۶     | ۱۰٫۱۸                        |
| در انقلاب مصر در سال ۲۰۱۱، جاناتان پاین به عنوان مدیر شیفت شب در هتل نفرتیتی قاهره کار می‌کند. سوفی الکن که معشوقه یک مرد عیاش به نام فردی حمید است پاکتی به جاناتان می‌دهد که حاوی اسناد محرمانه، لیستی از سلاح‌ها و تجهیزات جنگی و مکاتبات بین شرکت‌های حمید و شرکت ایرنلست لیمیتد است. سوفی از او می‌خواهد پاکت را در گاوصندوق نگه دارد و اگر بلایی سرش آمد، ان‌ها را به رابط‌ها تحویل دهد. جاناتان این اسناد مهم را برای آژانس اجرایی بین الملیی در لندن می‌فرستد. این اطلاعات به دست افسر اطلاعات، انجلا بر می‌رسد که سال هاست سعی دارد ریچارد روپر را گیر بیندازد. اما به نحوی روپر از این ماجرا خبردار شده و قراردادش با حمید را فسخ می‌کند. جاناتان متوجه می‌شود که حمید به سوفی شک کرده و او را کتک زده‌است. پس او را به یک خانه امن می‌برد و با هم رابطه عاشقانه ای برقرار می‌کنند. جاناتان از رابطش می‌خواهد در انگلستان به سوفی پناهندگی بدهد ولی متوجه می‌شود که حمید سرمایه‌گذاری‌ها و دوستان زیادی در انگلستان دارد. پس بهتر است سوفی پیش حمید برگردد و وانمود کند چیزی نمی‌داند. کمی بعد انجلا بربا جاناتان تماس می‌گیرد و می‌گوید سریع سوفی را از آنجا دور کند، چون جانش در خطر است. اما وقتی جاناتان وارد اتاقش می‌شود، می‌بیند سوفی کشته شده‌است. چهارسال بعد، جاناتان پاین مدیر شیفت شب هتل میسترز در زرمت سوییس شده‌است. او بسته‌ای برای یکی از مهمانان دریافت می‌کند که روی آن نام ریچارد روپر، رئیس ایرنلست آمده‌است. روپر و همراهانش دیروقت به هتل می‌رسند و پاین هم شیفته او می‌شود و هم از او بیزار است. او بعداً با انجلا بر تماس می‌گیرد. انجلا با اشاره به تورهای پاین در جنگ عراق و نیز قتل سوفی، او را تشویق می‌کند در این پرونده کمکش کند. |          |                   |                              |
| ۲ | «قسمت ۲» | ۲۸ فوریه ۲۰۱۶     | ۱۰٫۱۹                        |
| انجلا به جاناتان قول می‌دهد بعد از دستگیری روپر، هویت جدیدی به او بدهد. او ابتدا با عنوان جک لیندن مدتی در دوون انگلستان می‌ماند تا سابقه خشونت‌آمیزی برای خودش خلق کند. بعد به اسپانیا می‌رود. روپر در آنجا جلسه ای بر سر مبادله سلاح دارد. عملیات قراردادن پاین در سازمان روپر، لیمپت نام دارد. در اسپانیا عده ای به شکلی نمایشی سعی می‌کنند پسر روپر به نام دنی را بدزدند و جاناتان با نام توماس کویینس مداخله کرده و پسربچه را نجات می‌دهد. اما در این میان برای واقعی ترکردن ماجرا، جاناتان هم آسیب می‌بیند. روپر از سفرش به سوییس او را به جا می‌آورد و به خاطر نجات پسرش، او را با خودش به ویلای شخصیش می‌برد. دستیار او به نام کورکی، دربارهٔ سابقه و هویت‌های متعدد جاناتان تحقیق می‌کند. در لندن، انجلا سعی می‌کند عملیات لیمپت را از «ریور هاوس» (MI6) مخفی نگه دارد تا مانع کارش نشوند. |          |                   |                              |
| ۳ | «قسمت ۳» | ۶ مارس ۲۰۱۶       | ۹٫۷۴                         |
| جاناتان دربارهٔ سابقه دست ساخته خود به روپر می‌گوید و بیان می‌کند که می‌خواهد از آنجا برود؛ ولی روپر می‌گوید هویت کویینس ازبین رفته و او مجبور است همان‌جا بماند و هویت جدید بگیرد. کمی بعد، در مادرید اسپانیا، وکیل روپر به نام خوان اپو اپوستول برای دخترش الینا جشن تولد می‌گیرد و روپر و همراهانش نیز در آن حضور دارند. کمی بعد معلوم می‌شود الینا خودکشی کرده‌است. انجلا به سراغ اپو می‌رود و سعی می‌کند اعتمادش را جلب کند. جاناتان با کمک دنی از اتاق مخفی روپر و کلیدش مطلع می‌شود. به علاوه دنی می‌گوید روزی یک بار آلارم این اتاق تست می‌شود. جاناتان کلید را پیدا کرده و در زمان تست، مخفیانه وارد اتاق شده و از اسناد تریدپس (شرکت صوری تجهیزات کشاورزی روپر) عکس می‌اندازد. روز بعد، روپر پاسپورتی با نام اندرو برچ به جاناتان می‌دهد ولی در عوض از او می‌خواهد که کنترل تریدپس را بدست بگیرد. در لندن، اعضای ریور هاوس سعی می‌کنند کنترل لیمپت را از رئیس انجلا، به نام رکس میهو بدست بگیرند ولی موفق نمی‌شوند. بعداً عضو فاسد دیگری از ریور هاوس در موناکو با روپر ملاقات کرده و او را از وجود لیمپت خبردار می‌کند. |          |                   |                              |
| ۴ | «قسمت ۴» | ۱۳ مارس ۲۰۱۶      | ۹٫۶۱                         |
| روپر دربارهٔ هویت اندرو برچ و مسائل مالی تریدپس با جاناتان صحبت می‌کند. او بیان می‌کند که سرمایه گذاران نمی‌دانند پول از کجا می‌آید چون شرکت در قبرس و جنیوا ثبت شده‌است. انجلا در آی ای اِی، اسناد تریدپس را ارائه می‌کند و بیان می‌کند که روپر ۲۰درصد از سودش را برای حمایت از تریدپس به سرمایه گذاران می‌دهد ولی سلاح‌های خریداری شده را به دوبرابر این قیمت می‌فروشد. آن‌ها متوجه دو نام خاص می‌شوند: هیلو و فلیکس. انجلا بعداً می‌فهمد که هیلو همان درامگول است که اسناد وزارت دفاع بریتانیا را جعل می‌کند. فلیکس همان باربارا وندون است، یکی از اعضای سی آی اِی که در این کار به هیلو کمک می‌کند. درامگول فکر می‌کند اپو اسناد تریدپس را افشا کرده و او را می‌کشند. در همین زمان، شک کورکی به رابطه عاشقانه جاناتان و دوست دختر روپر به نام جِد به واقعیت تبدیل می‌شود. بعداً جد به اتاق هتل پاین زنگ زده و با نام اصلیش، او را صدا می‌زند. انجلا هم تصمیم می‌گیرد عملیات را متوقف کند؛ ولی جاناتان به او می‌گوید که محموله ای جنگی در استانبول است که می‌تواند شروع کننده جنگ باشد. انجلا با او مخالفت می‌کند ولی جاناتان به روپر می‌گوید که تحت نظر هستند و همگی از دست آی ای اِی فرار می‌کنند. |          |                   |                              |
| ۵ | «قسمت ۵» | ۲۰ مارس ۲۰۱۶      | ۹٫۶۷                         |
| در سفر به ترکیه، روپر به جاناتان می‌گوید که انجلا به اسناد تریدپس دسترسی پیدا کرده‌است. در اردوگاهی به نام هیون، مزدوران روپر برای نمایش سلاح‌هایشان می‌شوند. جاناتان شماره کامیون‌هایی که مخفیانه محموله را قاچاق می‌کنند، یادداشت می‌کند. در لندن، درومگول به سراغ انجلا می‌رود تا به او هشدار دهد اقداماتش را متوقف کند. جاناتان یواشکی از اردوگاه خارج شده و به کمک یک راننده تاکسی، یادداشت‌هایش را به دست انجلا می‌رساند؛ ولی در این مسیر، کورکی او را می‌بیند و با هم درگیر می‌شوند. در نتیجه کورکی کشته می‌شود و جاناتان به دروغ به روپر می‌گوید که او خبرچین بوده‌است. انجلا با کمک ارتش آمریکا در مرز سوریه، کامیون‌های روپر را متوقف می‌کند؛ ولی مشخص می‌شود که ان‌ها صرفاً حامل تجهیزات کشاورزی هستند. همگی به قاهره برمی گردند تا با فردی حمید رو در رو شوند. در لندن، انجلا به خانه برمی گردد و متوجه می‌شود از خانه اش دزدی شده و شوهرش را زخمی کرده‌اند. |          |                   |                              |
| ۶ | «قسمت ۶» | ۲۷ مارس ۲۰۱۶      | ۹٫۹۰                         |
| در لندن، بعد از شکست در مرز سوریه، وزارتخانه دفتر آی ای ای را منحل می‌کند. در مصر، تیم تریدپس با فردی ملاقات می‌کند تا برای ارسال سلاح با هم قرارداد ببندند. در همین زمان، آنجلا به قاهره می‌رسد. بعداً، جد رمز گاوصندوق روپر را برای جاناتان پیدا می‌کند و این کد به دست انجلا می‌رسد. او پاکتی حاوی گواهی ثبت مالکیت تحت نام سازمان تریدپس در آن پیدا می‌کند. در یک کازینو، جاناتان چیزی در نوشیدنی حمید می‌ریزد و او را به خانه می‌برد. در آن جا دربارهٔ مرگ سوفی از او سؤال می‌کند و مشخص می‌شود که روپر او را کشته، چون سوفی نگفته چه کسی کمکش می‌کرده‌است. درنتیجه، جاناتان حمید را غرق می‌کند. سپس با استفاده از آن گواهی مالکیت، یواشکی محموله سلاح را بررسی می‌کند و در آن‌ها مواد منفجره جاسازی می‌کند. سپس پاکت را به جد برمی‌گرداند. اما روپر حین کار، مچ جد را می‌گیرد و برای گرفتن اطلاعات، او را شکنجه می‌کند. او می‌فهمد که جاناتان جاسوس است. در همین زمان، جاناتان ۳۰۰میلیون دلار از حساب تریدپس خارج می‌کند. وقتی روپر و جاناتان به ملاقات خریداران مصری می‌روند، انجلا، جد را نجات می‌دهد. جاناتان کامیون‌ها را منفجر می‌کند و روپر مجبور می‌شود در ازای پول، او را پیش جد ببرد. اما انجلا در هتل روپر را دستگیر می‌کند. در راه، خریداران عصبانی روپر، ون پلیس را احاطه می‌کنند و او به سرنوشتی نامعلوم دچار می‌شود. بعداً، جد برای دیدن پسرش به آمریکا برمی گردد و جاناتان قول می‌دهد به دیدنش برود. |          |                   |                              |